# Maison du Patrimoine en Brocéliande
La Maison du Patrimoine en Brocéliande (anciennement écomusée) est situé à Iffendic, à 30 km de Rennes, à proximité de la forêt de Paimpont.

## Historique
Cet écomusée est créé en 1982 par Simone Morand et André Ronceray, il déménage dans la tour du Papegault en 1984. Il a pour but de valoriser le patrimoine du pays de Brocéliande, de sensibiliser, éduquer différentes personnes, locaux et touristes, à la conservation de ce patrimoine, et de mettre en relation les différents acteurs culturels du territoire.
L'écomusée a mené plusieurs opérations de recherche sur le pays de Brocéliande et a organisé plusieurs colloques et conférences afin de justifier de l'intérêt de leurs différentes activités et recherches.

## Fréquentation
Pour des raisons techniques, il est temporairement impossible d'afficher le graphique qui aurait dû être présenté ici.

## Les expositions permanentes
- La Cane de Montfort, histoire d’une légende
- Les costumes de 1840 à 1940
- Les jouets buissonniers
- L'architecture locale (support vidéo)
- L'œil du photographe, un siècle de mémoire photographique dans le pays de Montfort
- Montfort médiéval